# Lisia Góra (Lubusz)
Pour les articles homonymes, voir Lisia Góra.
Lisia Góra (prononciation : [ˈliɕa ˈɡura]) est un village polonais de la gmina de Jasień dans le powiat de Żary de la voïvodie de Lubusz dans l'ouest de la Pologne.
Il se situe à environ 3 kilomètres au sud-ouest de Jasień (siège de la gmina), 15 kilomètres au nord-ouest de Żary (siège de le powiat) et 42 kilomètres au sud-ouest de Zielona Góra (siège de la diétine régionale).
Le village compte approximativement une population de 110 habitants.

## Histoire
Après la Seconde Guerre mondiale, avec les conséquences de la Conférence de Potsdam et la mise en œuvre de la ligne Oder-Neisse, le village est intégré à la République populaire de Pologne. La population d'origine allemande est expulsée et remplacée par des polonais.
De 1975 à 1998, le village est attaché administrativement à la voïvodie de Zielona Góra.

Depuis 1999, il fait partie de la voïvodie de Lubusz.